# Liste von Herkules-Filmen
Die Figur des Herakles oder Herkules (altgriechisch Ἡρακλῆς Hēraklḗs, lateinisch Hercules), als Sohn des Zeus und der Alkmene ein Halbgott und ein Held der griechischen Mythologie, dem nach seinem Tod durch die Aufnahme in den Olymp göttliche Ehren zuteilwurden, wurde im Laufe des 20. und 21. Jahrhundert in zahlreichen Spielfilmen, Fernsehserien und Comics verarbeitet.
Insbesondere in Italien entstand in den 1960er Jahren das Subgenre des Sandalenfilms um den Heroen, welcher im Film erstmals in Pietro Franciscis Monumentalfilmklassiker Die unglaublichen Abenteuer des Herkules (1958) von Steve Reeves verkörpert wurde. Zu den heute bekanntesten Adaptionen in dieser Tradition zählen unter anderen die Fortsetzung Herkules und die Königin der Amazonen (1959) sowie Vampire gegen Herakles von Mario Bava aus dem Jahr 1961 mit Reg Park in der Hauptrolle.
Bekannte amerikanische Herkules-Verfilmungen der Figur sind Hercules in New York (1969) mit dem jungen Arnold Schwarzenegger in der Titelrolle, der Zeichentrickfilm Hercules von 1997 aus dem Hause Disney und die Adaption von 2014 mit dem Wrestler und Actiondarsteller Dwayne Johnson (basierend auf einer Comicfigur des US-Verlags Radical Comics). Populär war auch eine Fernsehserie der 1990er Jahre mit Kevin Sorbo in der Hauptrolle. Fast allen modernen Adaptionen der Popkultur ist gemein, dass sie die traditionellen Handlungen der Heraklessage mit Motiven anderer Sagenstoffe, historischen Versatzstücken und neu erdachten Fantasyelementen verbinden.
Weitere Titelfiguren zahlreicher Sandalenfilme neben Herkules waren die vom italienischen Dichter und Schriftsteller Gabriele D’Annunzio erfundene und mit herkulischen Kräften ausgestattete Heldengestalt Maciste, der aus Quo vadis? (1951) bekannte Ursus, und der alttestamentarische Samson.

## Real-Filme

### Spielfilme
In Klammern ist der Darsteller des Herkules aufgeführt.
- 1958: Die unglaublichen Abenteuer des Herkules (Le fatiche di Ercole) (Steve Reeves), Regie: Pietro Francisci
- 1959: Herkules und die Königin der Amazonen (Ercole e la regina di Lidia) (Steve Reeves), Regie: Pietro Francisci
- 1960: Die Rache des Herkules (La vendetta di Ercole) (Mark Forest), Regie: Vittorio Cottafavi
- 1960: Die Liebesnächte des Herkules (Gli amori di Ercole) (Mickey Hargitay), Regie: Carlo Ludovico Bragaglia
- 1960: Herkules erobert Atlantis (Ercole alla conquista di Atlantide) (Reg Park), Regie: Vittorio Cottafavi
- 1961: Vampire gegen Herakles (Ercole al centro della terra) (Reg Park), Regie: Mario Bava
- 1961: Herkules, der Sohn der Götter (Ulisse contro Ercole) (Michael Lane), Regie: Mario Caiano
- 1961: Hercules in the Valley of Woe (Maciste contro Ercole nella valle dei guai) (Frank Gordon als Herkules, Kirk Morris als Maciste), Regie: Mario Mattòli
- 1962: Samson, Befreier der Versklavten (La furia di Ercole) (Brad Harris), Regie: Gianfranco Parolini
- 1963: Herkules, Samson und Odysseus (Ercole sfida Sansone) (Kirk Morris), Regie: Pietro Francisci (letzter Teil seiner Herkules-Trilogie)
- 1963: Die Eroberung von Mykene (Ercole contro Moloch) (Gordon Scott), Regie: Giorgio Ferroni
- 1964: Der größte Sieg des Herkules (Ercole l’invincibile) (Dan Vadis), Regie: Alvaro Mancori
- 1964: Herkules – Rächer von Rom (Ercole contro Roma) (Alan Steel), Regie: Piero Pierotti
- 1964: Huasca – Wie tödliche Geier (Ercole contro i figli del sole) (Mark Forest), Regie: Osvaldo Civirani
- 1964: Der stärkste Mann der Welt (Il trionfo di Ercole) (Dan Vadis), Regie: Alberto De Martino
- 1964: Die Stunde der harten Männer (Ercole, Sansone, Maciste e Ursus gli invincibili / Combate dei Gigantes) (Alan Steel), Regie: Giorgio Capitani
- 1964: Herkules gegen die Tyrannen von Babylon (Ercole contro i tiranni di Babilonia) (Peter Lupus), Regie: Domenico Paolella
- 1965: Herkules und die Prinzessin von Troja (Hercules and the Princess of Troy) (Gordon Scott), Regie: Albert Band
- 1965: Die Herausforderung des Herkules (La sfida dei giganti) (Reg Park), Regie: Maurizio Lucidi
- 1969: Hercules in New York (Hercules in New York) (Arnold Schwarzenegger), Regie: Arthur Allan Seidelman
- 1983: Herkules (Hercules) (Lou Ferrigno), Regie: Luigi Cozzi
- 1985: Die Abenteuer des Herkules 2. Teil (Hercules II / Le avventure dell’incredibile Ercole) (Lou Ferrigno), Regie: Luigi Cozzi
- 1994: Hercules und das Amazonenheer (Hercules and the Amazon Women) (Kevin Sorbo), Regie: Bill L. Norton
- 1994: Hercules und das vergessene Königreich (Hercules and the Lost Kingdom) (Kevin Sorbo), Regie: Harley Cokeliss
- 1994: Hercules und der flammende Ring (Hercules and the Circle of Fire) (Kevin Sorbo), Regie: Doug Lefler
- 1994: Hercules im Reich der toten Götter (Hercules in the Underworld) (Kevin Sorbo), Regie: Bill L. Norton
- 1994: Hercules im Labyrinth des Minotaurus (Hercules in the Maze of the Minotaur) (Kevin Sorbo), Regie: Josh Becker
- 2009: Little Hercules (Little Hercules) (Richard Sandrak), Regie: Mohamed Khashsoggi
- 2014: The Legend of Hercules (The Legend of Hercules) (Kellan Lutz), Regie: Renny Harlin
- 2014: Hercules (Hercules) (Dwayne Johnson), Regie: Brett Ratner
- 2014: Hercules Reborn (Hercules Reborn) (John Hennigan), Regie: Nick Lyon

### Serien
- 1995–1999: Hercules (Hercules – The Legendary Journeys) (Kevin Sorbo)
- 1998–1999: Der junge Hercules (Young Hercules) (Ryan Gosling)
- 2005: Herkules (Hercules), zweiteilige Miniserie mit Paul Telfer

### Spielfilme mit Herkules als Nebenrolle
- 1962: Haut den Herkules (The Three Stooges Meet Hercules) (Samson Burke), Regie: Edward Bernds
- 1963: Jason und die Argonauten (Jason and the Argonauts) (Nigel Green), Regie: Don Chaffey

### Spielfilme ohne Herkules trotz Nennung im Titel
- 1959: Herkules, der Schrecken der Hunnen (Il terrore dei barabari) (Steve Reeves verkörpert im italienischen Original den kraftstrotzenden Emiliano, nicht Herkules), Regie: Gianfranco Parolini
- 1959: Hercules - Die grosse Schlacht um Hellas (eigentlich: Die Schlacht von Marathon) (La battaglia di Maratone) (Steve Reeves verkörpert im Original Phiippides, nicht Herkules), Regie: Jacques Tourneur
- 1961: Die Irrfahrten des Herkules (Goliath contro i giganti) (Brad Harris verkörpert im italienischen Original Goliat, nicht Herkules), Regie: Guido Malatesta
- 1961: Maciste, der Sohn des Herkules (Maciste nella terra die ciclopi) (Gordon Mitchell verkörpert im italienischen Original Maciste, die Figur des Herkules taucht nicht auf), Regie: Antonio Leonviola
- 1961: Herkules, der Held von Karthago (La vendetta di Ursus) (Samson Burke verkörpert im italienischen Original Ursus, nicht Herkules), Regie: Luigi Capuano
- 1962: Herkules im Netz der Cleopatra (Sansone) (Brad Harris verkörpert im italienischen Original Samson, nicht Herkules), Regie: Gianfranco Parolini
- 1963: Goliath und Herkules / Der Tiger von Sardes (Goliath e la schiava ribelle) (Gordon Scott verkörpert Goliath, nicht Herkules, welcher im italienischen Original gar nicht auftaucht), Regie: Mario Caiano
- 1964: Hercules Against the Moon Men (Maciste e la regina di Samar) (Alan Steel verkörpert im italienischen Original Maciste, nicht Herkules), Regie: Giacomo Gentilomo
- 1993: Herkules und die Sandlot-Kids (The Sandlot) (Herkules ist in diesem Film ein Hund), Regie: David M. Evans

## Zeichentrick

### Spielfilme
- 1997: Hercules (Disney), Regie: John Musker, Ron Clements

### Serien
- 1981: Abenteuer mit Herakles 6-teilige Kinder- und Jugendfernsehserie von Anton Zink (Text) und Tony Munzlinger (Grafik und Regie)
- 1998–1999: Hercules (Disney’s Hercules: The Animated Series), Regie: Phil Weinstein

## Filmdokumentation
- Kino kolossal – Hercules, Maciste & Co. Dokumentarfilm von Hans-Jürgen Panitz, Deutschland/Schweiz 2000, 60 Minuten